# チリワック
チリワック (Chilliwack) はカナダのブリティッシュコロンビア州南部の都市。人口は9万3203人（2021年）。フレイザーバレー地域の行政の中心地である。

## 概要
チリワックはバンクーバーの東方100kmに位置している。市の北部をフレーザー川が流れ、山や湖など豊かな自然環境に囲まれている。伝統的に農業生産が盛んな地域だが、近年はバンクーバーから訪れる観光客が増えている。キャンプやカヤック、トレッキングなどのアウトドア活動が観光の中心である。